# Chengdu Aircraft Industry Group
De Chengdu Aircraft Industry Group (CAC) is een bedrijvengroep van Chinese luchtvaartindustrie. CAC ontwikkelt en fabriceert gevechtsvliegtuigen, en maakt ook vliegtuigonderdelen voor derden. In 1958 werd CAC opgericht als Chengdu State Aircraft Factory No.132 Aircraft Plant om vliegtuigen voor de Chinese Luchtmacht te kunnen ontwikkelen.
Het Chengdu conglomeraat ontwierp en produceert nu de Chengdu J-10. Dit is een middelgroot multi-role gevechtsvliegtuig, dat wordt beschouwd als een van de meest geavanceerde types van de Chinese Luchtmacht. CAC produceert in samenwerking met Pakistan ook de FC-1/JF-17, een kleiner multi-role gevechtsvliegtuig.
Op 11 januari 2011 maakte het prototype van de Chengdu J-20 zijn eerste testvlucht.

## Producten

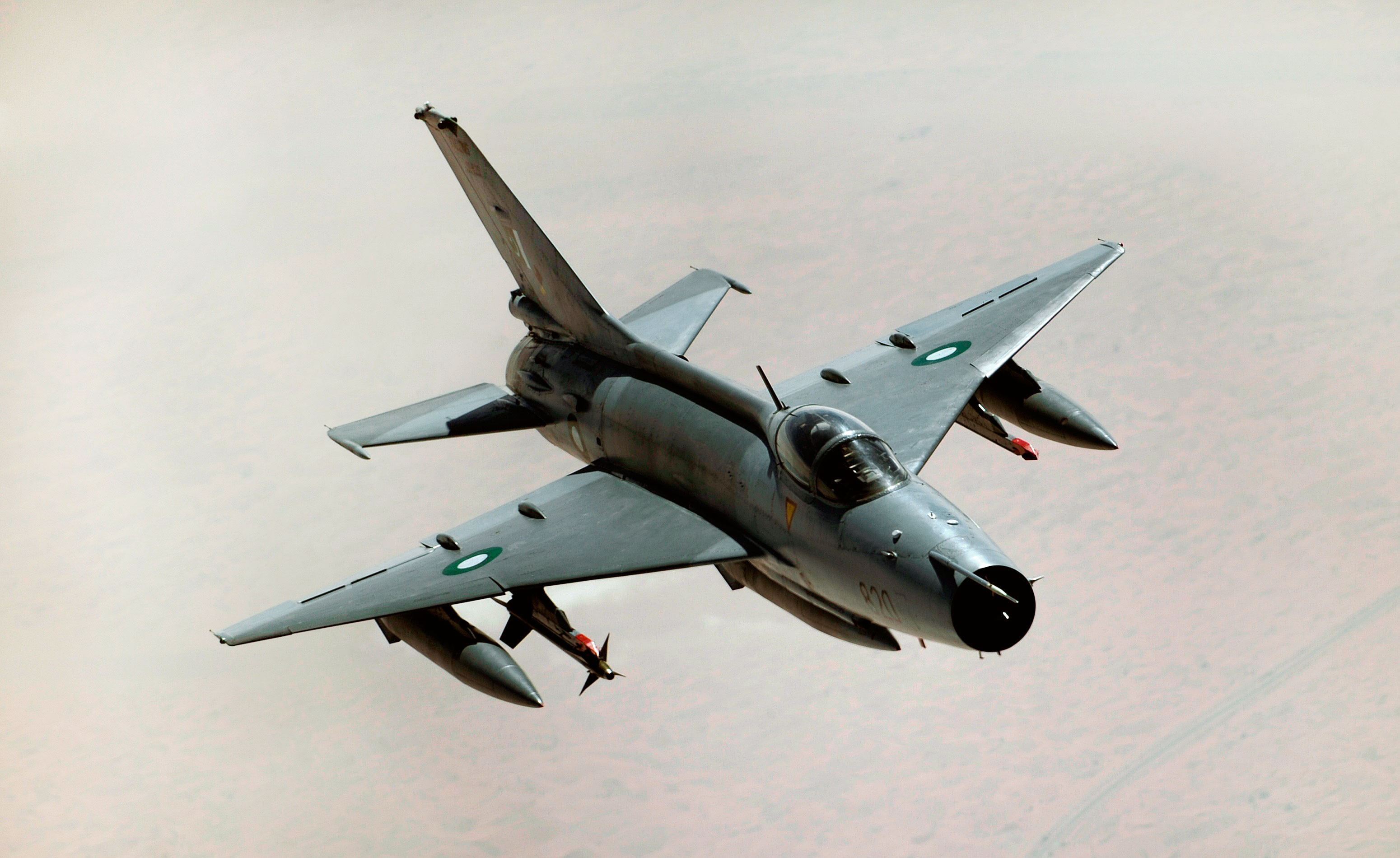
Een Chengdu J-7PG van de Pakistaanse strijdkrachten tijdens een internationale oefening. (9 dec. 2009)

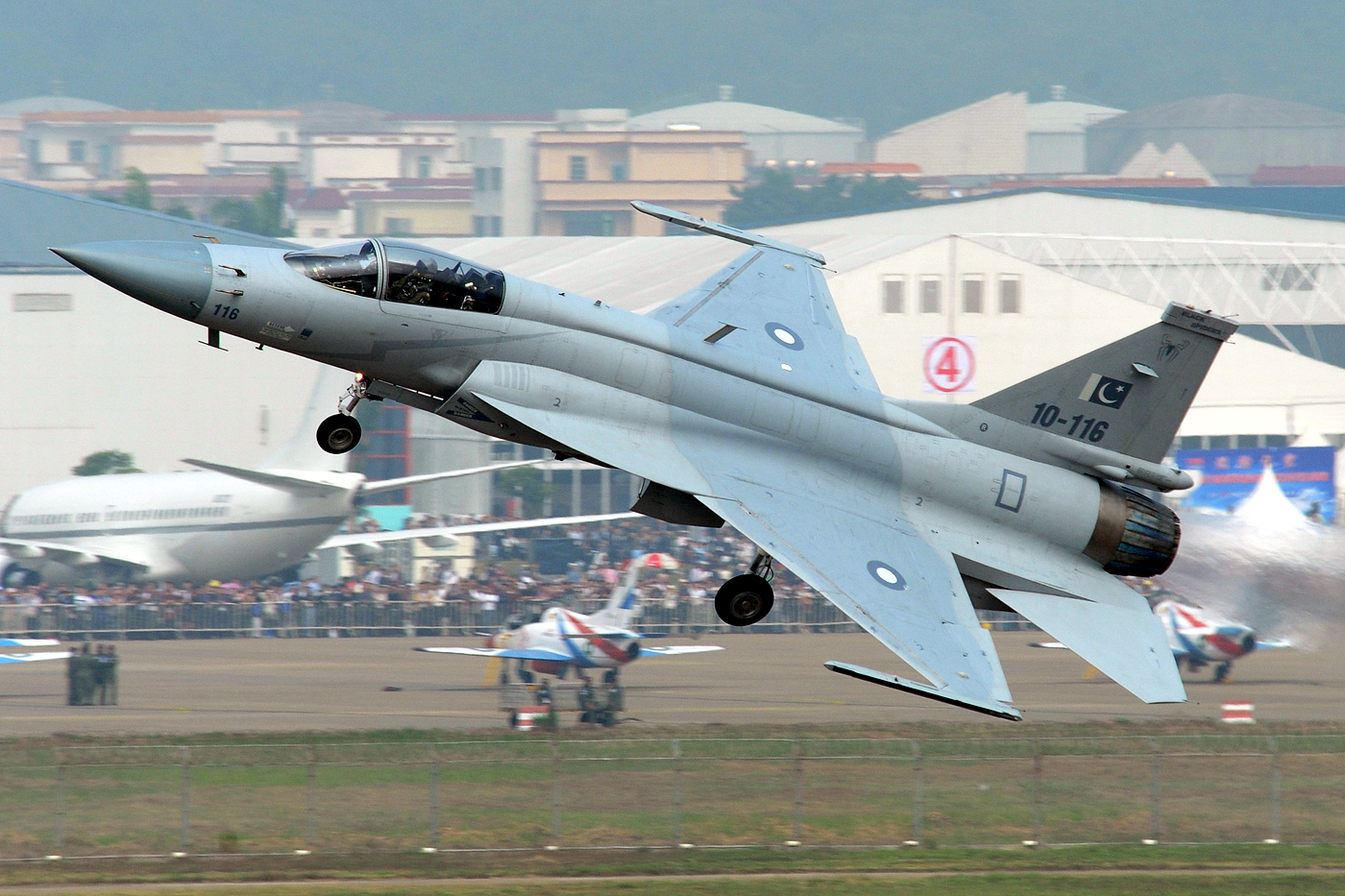
Een Pakistaanse FC-1 XiaoLong / JF-17 Thunder (16 nov. 2010)

### Onderdelen
- Neusdeel van ACAC ARJ21
- Chinese licentiehouder van de McDonnell Douglas MD-80 / MD-90
- Leverancier van vliegtuigonderdelen voor Northrop Grumman
- Staart en staartvlakken voor de Boeing 757
- Onderdelen en gereedschappen voor Airbus

### Gevechtvliegtuigen
- Chengdu J-7 - Lichtgewicht onderscheppingsvliegtuig; het model voor de export wordt aangeduid als F-7
- FC-1 Xiaolong/JF-17 Thunder - Lichtgewicht multi-role gevechtsvliegtuig
- Chengdu J-10 - Middelgroot multi-role gevechtsvliegtuig
- Chengdu J-20 - Zwaar, vijfde generatie gevechtsvliegtuig met stealth-technologie

### Trainingsvliegtuigen
- Chengdu JJ-5 (JianJiao-5) straalvliegtuig voor militaire vliegopleiding; het model voor de export wordt aangeduid als FT-5

## Bedrijfsonderdelen van CAC
- Chengdu Airframe Plant
- Chengdu Engine Company
- Chengdu Aircraft Design Institute